# The Brotherhood IV: The Complex
The Brotherhood IV: The Complex – film fabularny produkcji kanadyjskiej z 2005 roku w reżyserii Davida DeCoteau'a. Czwarty film z homoerotycznej serii The Brotherhood. W 2009 roku do dystrybucji wypuszczono dwa kolejne sequele filmu.

## Opis fabuły
Młody kadet akademii wojskowej ma dołączyć do tajnego stowarzyszenia o nazwie „Black Skulls”. Wysłany do misternej jaskini zlokalizowanej na pobliskiej plaży, nie doczekuje momentu swojego oficjalnego wstąpienia w szeregi organizacji i ginie, zamordowany przez demony obdarzone nadprzyrodzonymi zdolnościami. Mityczne stworzenia planują atak na pozostałych uczniów.